# Onésime Cresté
Onésime-Auguste Cresté, né le 11 février 1853 à Bémécourt et mort le 29 juillet 1905 à Écouis est un prêtre catholique français, éducateur, lettré et surtout musicien. Il composa quelques pièces musicales importantes, dont un oratorio.

## Biographie
Il est ordonné prêtre le 29 juillet 1879. Père jésuite[réf. nécessaire], il devient professeur au collège Saint-François-de-Sales d'Évreux, à partir du 1er octobre 1879. Il le sera jusqu'en 1895. L'abbé Cresté est maître de chapelle, directeur de la maîtrise et chef de la fanfare du collège. Il y est aussi organisateur des cérémonies et fêtes.
Il devient ensuite supérieur de l'Institution diocésaine d'Écouis jusqu'à sa mort.

## Œuvres
Il est l'auteur de quelques vers. On peut citer Poésie pour orgue (Imprimerie Charles Hérissey, Évreux, 1892).

### Oratorio 'Bethléem'
Son œuvre essentielle est son oratorio pour Noël intitulé : Bethléem, donné la première fois en 1893. L'œuvre est retouchée fin 1894 et a connu plusieurs impressions. Elle connaîtra un certain succès dans les écoles religieuses. Par exemple Bethléem est jouée à Poitiers au collège Saint-Joseph le 9 janvier 1897. Cresté perpétue la tradition, née au XVIe siècle, du théâtre éducatif et musical pour établissements d'enseignement tenus par des jésuites. 
La partition s'intitule : Bethléem ! Pastorale de Noël. Drame-mystère en deux actes et en vers, d'après saint Luc et saint Matthieu ; Pantomime et tableaux vivants, avec Récitatifs, Chœur et Orchestre. Paroles et musique de l'abbé C*** [Cresté]. Partition piano et chant. En vente à l'école Saint François-de-Sales, Évreux (sans mention de date ni d'éditeur), 78 pages de musique. Description de Bethléem:
- 38 scènes sont jouées sans paroles par une quarantaine de personnages ;
- Un chœur, soutenu par l'orchestre, prend du recul sur ce qui se passe et manifestent les sentiments qui génèrent l'émotion des spectateurs ;
- Les récitatifs sont chantés en solo, dialogues ou trio, mêlés à de vieux Noëls, à des sonneries (cloches, trompettes) et à des « symphonies » (simples épisodes instrumentaux) avec hautbois et musettes (ces dernières désignant une cornemuse régionale française ou bien la musette de cour, instrument de la même famille)…

### Autres œuvres
- Souvenir des fiançailles et du mariage de Monsieur Paul Cossard et de Mademoiselle Marie Cubain. 7 novembre 1903-4 mai 1904, Évreux, Imprimerie de l'Eure, 1904, in-8o, 20 p. Cote BnF : LN27- 51015
- Souvenir d'une première Communion et d'une cérémonie de vêture dans la chapelle des Dames Ursulines d'Évreux, 19 juin 1894-10 février 1904 (Stances de M. l'abbé Cresté, allocution de M. le Chanoine Lucas), Évreux, Imprimerie de Odieuvre, 1904, in-8o, 38 p. Cote BnF : 8- LN27- 50703

## Sources
- Article: Nécrologie : Membres de la Société [Libre de l'Eure] décédés pendant l'année 1905 p. 139-140 dans Recueil de travaux de la Société libre d'Agriculture, Sciences, Arts et Belles-lettres de l'Eure, VIe série, tome 13, année 1905, Évreux, Hérissey, 1906. (localisation : médiathèque d'Évreux, pavillon fleuri)
- Semaine religieuse du diocèse d'Évreux, 27e année, no 25, samedi 5 août 1905, Imprimerie de l'Eure/Odieuvre, Évreux. (localisation : médiathèque d'Évreux, pavillon fleuri)
- Semaine religieuse du diocèse d'Évreux, 16e année, samedi 1er décembre 1894, Imprimerie de l'Eure/Odieuvre, Évreux. (localisation : médiathèque d'Évreux, pavillon fleuri)
- Bethléem ! pastorale de Noël, drame-mystère en 2 actes, par récitatifs, chœurs et tableaux vivants, d'après saint Luc et saint Mathieu. Paroles et musique de l'abbé C***. Partition pour piano et chant, [Évreux], Imprimerie de l'Eure, 1893, in-18, 14 p. (texte seulement). Cote BnF : 8- YTH- 26797 (la publication en réduction pour piano et chant était fréquente au XIXe siècle).
- Au R.P.A. Havret.s.j. Recteur de l'école Saint-François-de-Sales, Evreux. "Bethléem !", Drame-Mystère en deux actes et en vers d'après Saint Luc et Saint Matthieu, pantomimes et tableaux vivants avec récitatifs, chœurs et orchestre. Paroles et musique de l'abbé Cresté. 2e édition, Évreux, imprimerie de l'Eure, 1894, 20 p. localisation : Archives départementales de l'Eure, cote : Bib. 228 BR 362 (texte seulement)